# Universitat de Turku
La Universitat de Turku (Finès Turun yliopisto, suec Åbo universitet), situada a Turku, és la segona universitat més gran de Finlàndia per nombre d'alumnes, té aproximadament 18.000 alumnes, dels quals 5.000 són estudiants de doctorat. Va ser fundada l'any 1920. La universitat és membre del Grup Coïmbra. A més de Turku, la universitat també té facultats a Rauma, Pori i Salo.

## Història

### La Reial Acadèmia de Turku
La primera universitat fundada a Turku va ser la Reial Acadèmia de Turku, l'any 1640, la qual va ser traslladada a la nova capital, Hèlsinki, després del Gran incendi de Turku l'any 1827.
Tres cèlebres finlandesos van començar els seus estudis a Turku l'any 1822. Van ser Johan Vilhelm Snellman, Elias Lönnrot, i Johan Ludvig Runeberg qui té una estàtua a la universitat.

### La Universitat de Turku

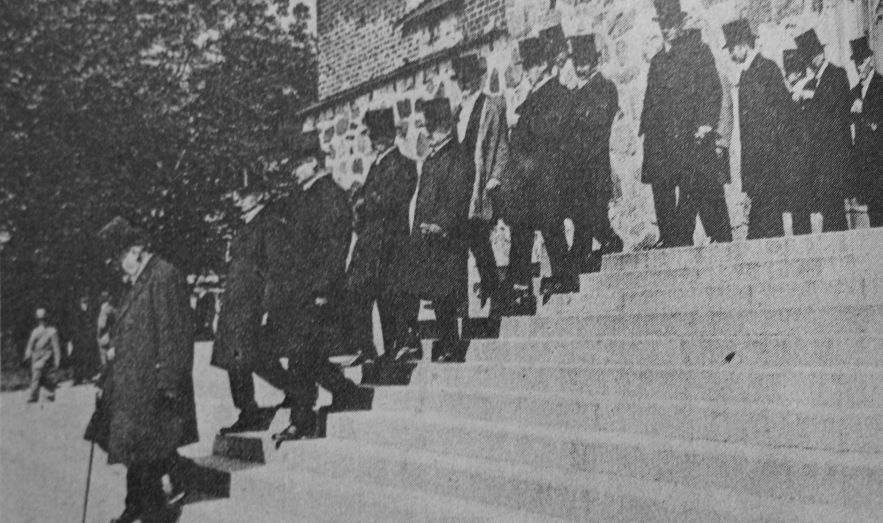
La gran inauguració de la Universitat de Turku l'any 1922. A l'esquerra està Artturi H. Virkkunen, el primer rector de la universitat

L'actual Universitat de Turku es va fundar l'any 1920. Els intel·lectuals finlandesos volian una universitat que fos totalment finlandesa, la primera a Finlàndia.
A partir de la dècada de 1960 la universitat va començar a expandir-se ràpidament, un procés que continua actualment.
La universitat es va convertir en una institució pública l'any 1974.
Des de l'any 1995 és membre del Grup Coïmbra.

## Organització

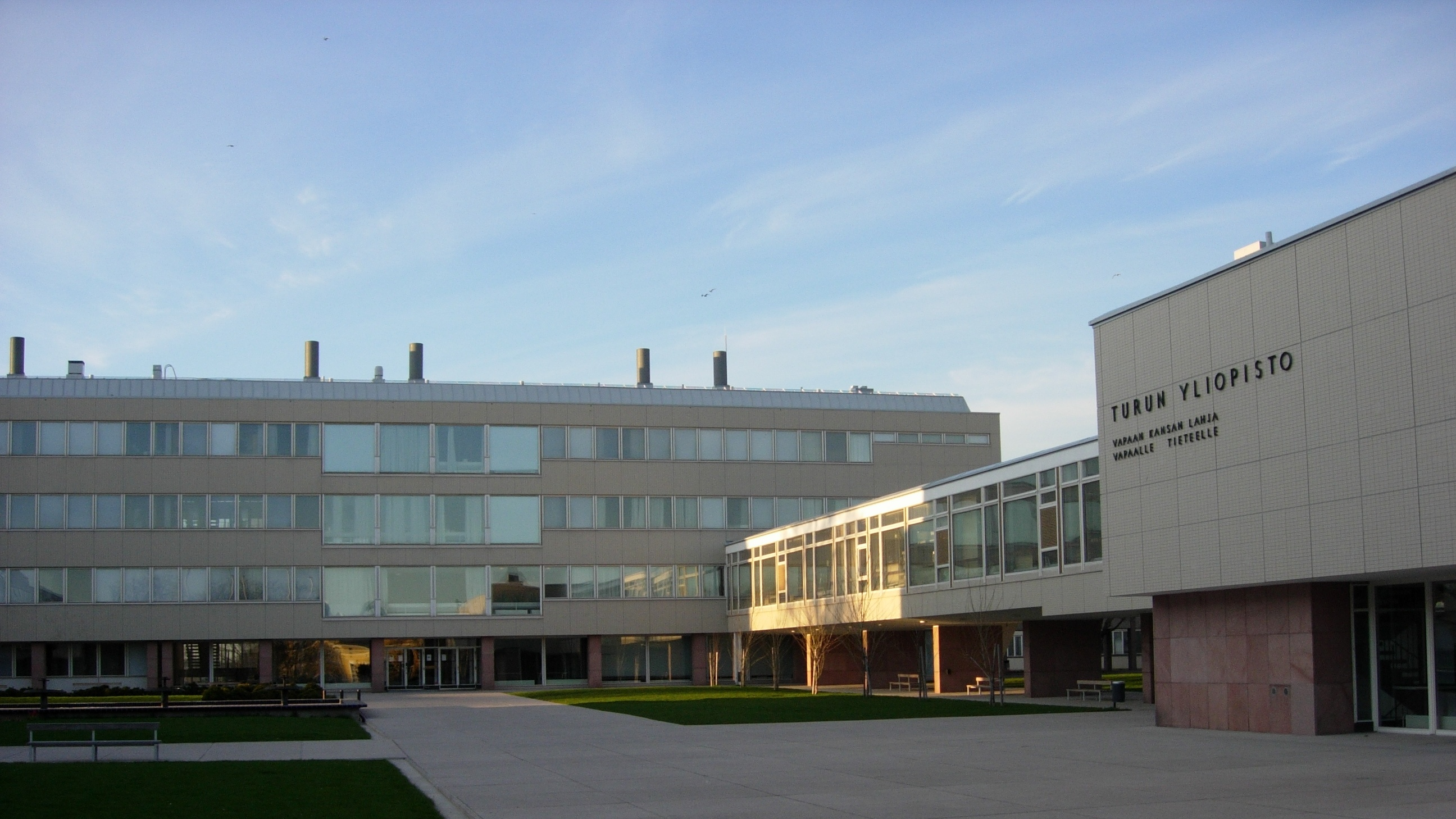
Edifici principal

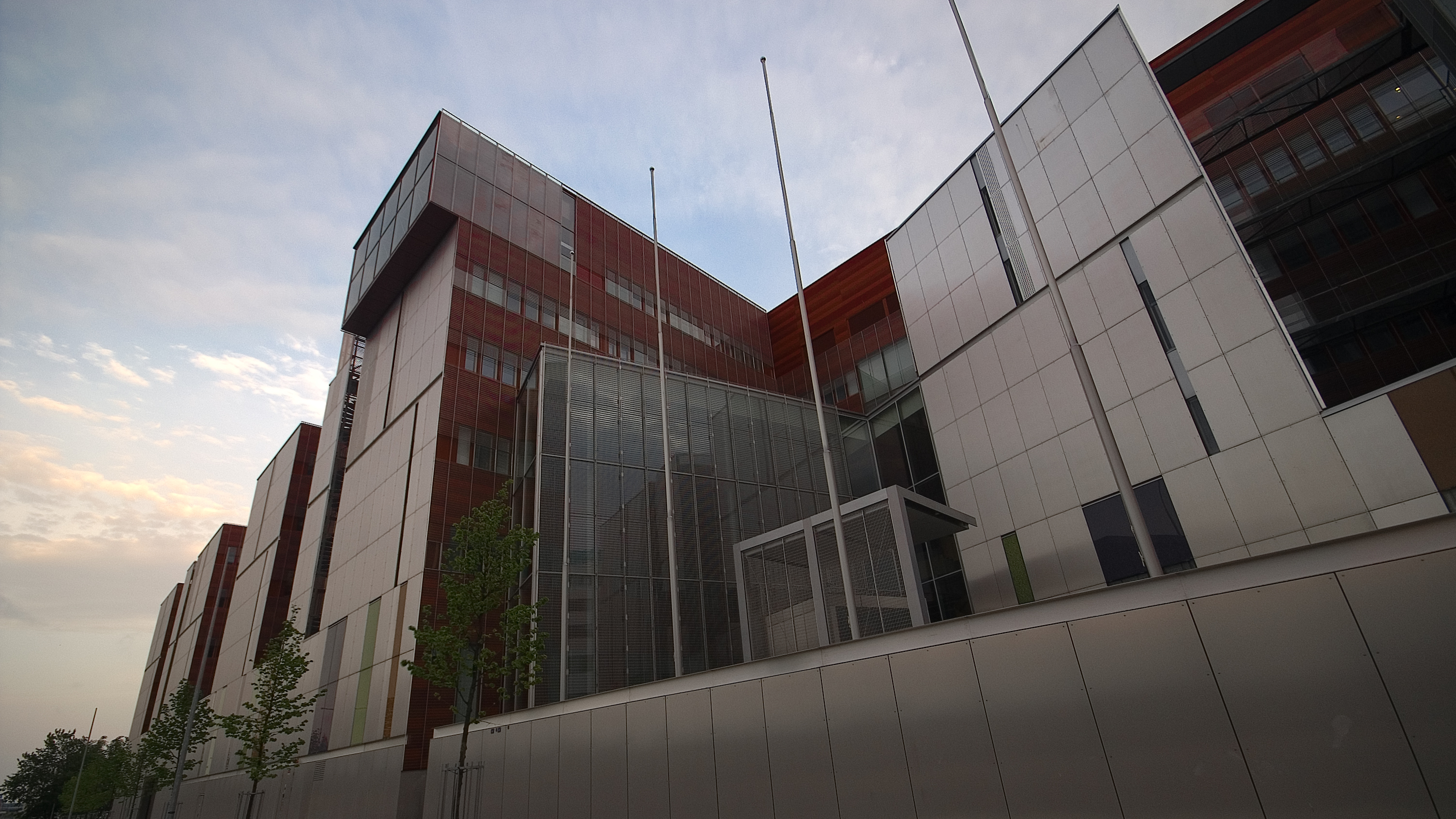
Edifici ICT

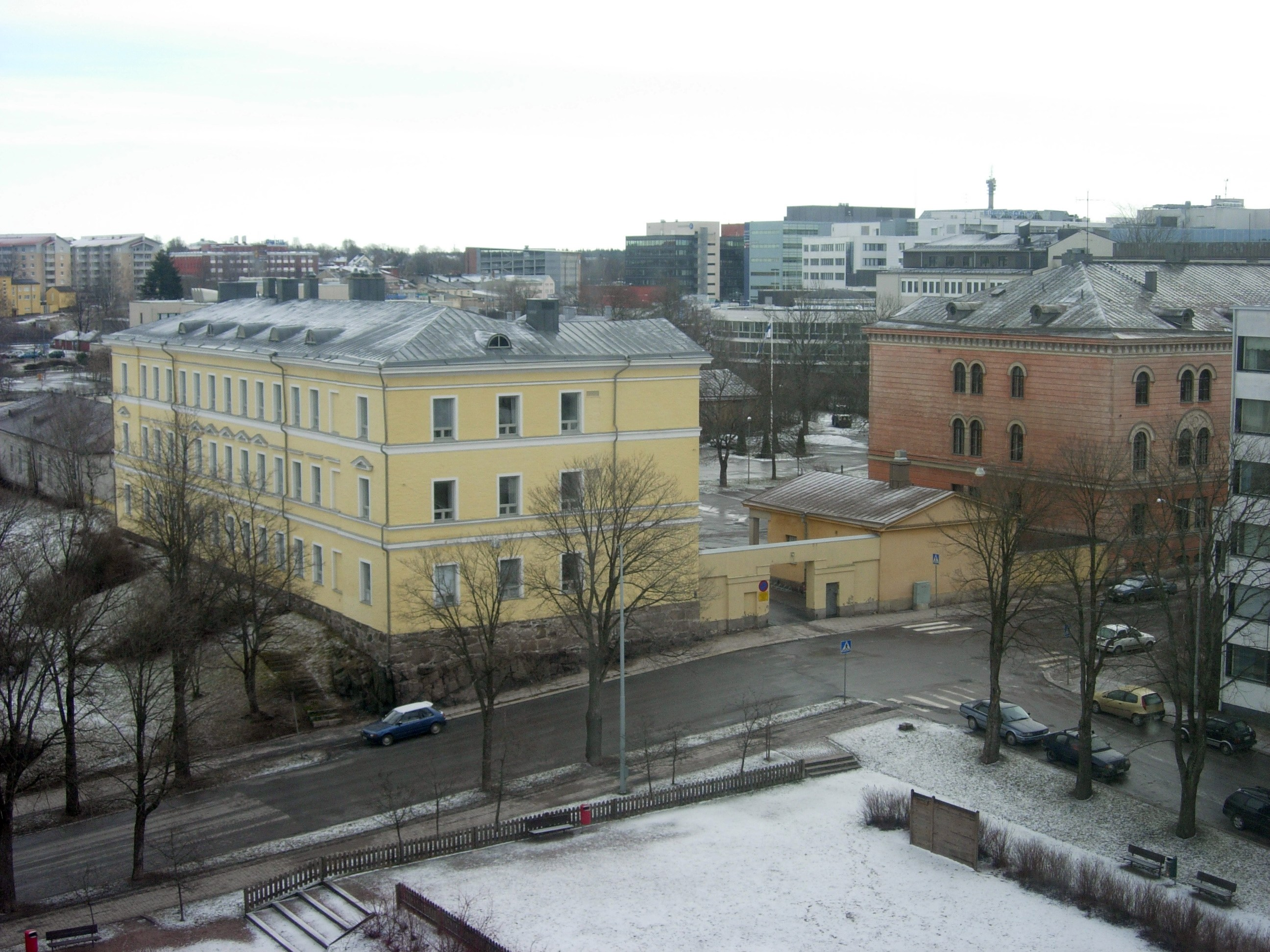
Departament d'Història

La universitat està dividida en sis facultats.
- Facultat d'Humanitats
  - Departament d'Història
  - Departament d'Investigació Cultural
  - Departament d'Art, Literatura i Música
  - Departament de Finès i Lingüística General
  - Departament d'Anglès
  - Departament de Llengües Clàssiques i Romàniques
  - Departament de Suec, Alemany i Rus
  - Centre de Traducció i Interpretació
  - Departament de Producció Cultural i Estudis del Paisatge
  - Estudis de les Regions del Mar Bàltic
- Facultat de Matemàtiques i Ciències Naturals
  - Departament de Bioquímica i Química Nutricional
  - Departament de Biologia
  - Departament de Química
  - Departament de Geografia
  - Departament de Geologia
  - Departament de Tecnologia de la Informació
  - Departament de Matemàtiques
  - Departament de Física
- Facultat de Medicina
  - Institut de Biomedicina
  - Institut de Microbiologia i Patologia
  - Institut de Medicina Clínica
  - Institut d'odontologia
  - Department d'infermeria
  - BioCity
  - Centre de Biomaterials de Turku
  - Centre de Biotecnologia
  - Centre de Recerca per Medicina Cardiovascular Aplicada i Preventiva
  - Terbio - Biociències de la Salut
- Facultat de Dret
- Facultat de Ciències Socials
  - Filosofia
  - Unitat de Recerca per la Sociologia de l'Educació
  - Història Contemporània
  - Psicologia
  - Política Social
  - Sociologia
  - Economia
  - Estadística
  - Ciències Polítiques
  - Institucions i Mecanismes Socials
  - Centre per Estudis de l'Àsia Oriental
- Facultat de Ciències de l'Educació
  - Departament d'Educació
  - Departament de Pedagogia per Professors (Turku)
  - Departament de Pedagogia per Professors (Rauma)
  - Escola per la Formació de Professors (Turku)
  - Escola per la Formació de Professors (Rauma)
  - Unit de Tecnologia Educativa

La universitat també té diverses unitats especials les quals no estan afiliades a cap facultat:
- La Biblioteca principal
- Centre de Llengües
- Centre per la Recerca de l'Entorn
- Centre per l'Extensió d'Estudis
- Centre d'Estudis Marítims
- Fòrum d'Aliments Funcionals
- Observatori de Tuorla
- Centre de Biotecnologia de Turku
- Centre PET de Turku
- Centre d'Informàtica de Turku

## Alumnes cèlebres
- Liisa Hyssälä - Ministra de Salut i Serveis Socials
- Mauno Koivisto - President de Finlàndia
- Paula Lehtomäki - Ministra de Comerç Internacional i Desenvolupament
- Jarmo Viinanen - Secretari General de l'Oficina Presidencial
- Heli Laaksonen - Popular poeta finlandès